# Аватанак
Аватанак (алеут. Agutanax̂, англ. Avatanak Island) — один из Креницынских островов, субархипелага в составе Лисьей гряды, в восточной части Алеутских островов, Аляска.

## География
Расположен к востоку от острова Амукта. Имеет вулканическое происхождение. Остров характеризуется высокой сейсмической активностью. Наивысшая точка 147 м над уровнем моря. Его длина составляет около 16 км. Площадь — около 30 км².
Климат на острове холодный морской, с частыми туманами и осадками. Прибрежные скалы острова являются местом обитания для морских птиц. Природные условия типичны для тундровой зоны.

## История
Остров описан под названием Аватанок у Г.И. Шелихова в его «Путешествии г. Шелехова с 1783 по 1790 год из Охотска по Восточному Океану к Американским берегам...»:

Аватанок остров от вышеописанного отделяется на Восток, проливом на 30 верст, в длину имеет 20, а в ширину от 3 до 5 верст; гавани не имеет; жители, коих числом до 20, в пищу употребляют траву, коренье, Сарану, ягоды; речки хотя и есть, но безрыбны; звери водятся теже, как и на прочих островах; Бобров не бывает; от сего острова на Юговосток лежит Остров Кигалка чрезь пролив на 20 верст.

В 1867 году территория перешла в состав Северо-Американских Соединённых Штатов в результате сделки с Российской империей. Ныне входит в состав штата Аляска, образованного с 1959 года.